# NGC 7
NGC 7 je galaksija u zviježđu Kipar.

## Vanjske poveznice
- SEDS: NGC 0007